# Ʋ̌
Cette page contient des caractères spéciaux ou non latins. S’ils s’affichent mal (▯, ?, etc.), consultez la page d’aide Unicode.
Ʋ̌ (minuscule : ʋ̌), appelé V de ronde caron ou V crosse caron, est un graphème parfois utilisé en gouro ou en kassem dans la notation des tons dans certains dictionnaires. Il s’agit de la lettre Ʋ diacritée d’un caron.

## Représentations informatiques
Le V de ronde caron peut être représenté avec les caractères Unicode suivants :
- décomposé (latin de base, diacritiques) :

| formes    | représentations | chaînes de caractères | points de code | descriptions                                         |
| --------- | --------------- | --------------------- | -------------- | ---------------------------------------------------- |
| capitale  | Ʋ̌               | Ʋ◌̌                    | U+01B2 U+030C  | lettre majuscule latine v crosse diacritique caron   |
| minuscule | ʋ̌               | ʋ◌̌                    | U+028B U+030C  | lettre minuscule latine v de ronde diacritique caron |

## Sources
- Dictionnaire bilingue kasɩm-français français-kasɩm, Ouagadougou, Société internationale de linguistique, 2007 (lire en ligne)